# Viaduc de la Bouble
Le viaduc de la Bouble est un viaduc situé à Échassières et Louroux-de-Bouble, dans l'Allier dans le centre de la France. Il permet à la ligne de chemin de fer de Commentry à Gannat de traverser la vallée de la Bouble. Il est inscrit aux Monuments historiques.

## Localisation
Le viaduc est situé sur les communes d'Échassières et de Louroux-de-Bouble, dans le sud-est du département français de l'Allier, en région Auvergne-Rhône-Alpes. Il franchit la Bouble, affluent de la Sioule et sous-affluent de l'Allier.

## Description
Le viaduc principal est un pont de fer en poutre en treillis avec un tablier supérieur. Le viaduc d'accès est un pont en arc en plein cintre, bâti en maçonnerie.
La longueur du viaduc principal est de 300 mètres ; il est constitué de six travées de 50 mètres reposant sur cinq piles en fonte. La partie en maçonnerie comporte 17 arches.
La hauteur de l'ouvrage par rapport au fond de la vallée est de 62 mètres.

## Historique
Le viaduc a été construit entre 1868 et 1871.
L'édifice est inscrit au titre des monuments historiques en  décembre 2009 en même temps que le viaduc du Belon. Avec ceux de Rouzat et de Neuvial, inscrits en 1965, la ligne de chemin de fer de Commentry à Gannat longue de 54 km compte 4 viaducs inscrits aux Monuments historiques.